# Parlamentos de las entidades subnacionales de Reino Unido
Los parlamentos subnacionales del Reino Unido se derivan de varias fuentes diferentes. El parlamento del Reino Unido es el órgano legislativo supremo del Reino Unido y sus territorios británicos de ultramar, mientras que Escocia, Gales e Irlanda del Norte, tiene cada una a sus propios parlamentos locales. Cada una de las cuatro naciones constituyentes del Reino Unido (Inglaterra, Gales, Escocia e Irlanda del Norte ) tiene sus propias leyes y sistema legal.

## Características
El Parlamento de Escocia es la legislatura unicameral de Escocia, ubicada en el área de Holyrood de la capital, Edimburgo . El Parlamento, denominado informalmente "Holyrood", es un organismo elegido democráticamente que comprende 129 miembros conocidos como miembros del Parlamento escocés (MSP). De estos 73 MSP se eligen usando First después del puesto en distritos de un solo miembro y otros 56 MSP se eligen usando el método D'Hondt, una forma de representación proporcional de lista de partidos en ocho regiones miembros adicionales y cada región elige 7 MSP.
El Parlamento de Escocia fue convocado por la Ley de Escocia de 1998, que establece sus poderes como legislatura delegada. La ley delinea la competencia legislativa del Parlamento – las áreas en las que puede hacer leyes – especificando explícitamente los poderes que están " reservados " al Parlamento del Reino Unido: todos los asuntos que no están reservados explícitamente son automáticamente responsabilidad del Parlamento escocés. El Parlamento británico conserva la capacidad de modificar los términos de referencia del Parlamento escocés y puede ampliar o reducir las áreas en las que puede promulgar leyes. La primera reunión del nuevo Parlamento tuvo lugar el 12 de mayo de 1999
Los instrumentos legales escoceses elaborados por el gobierno escocés son otra fuente de legislación. Al igual que con los instrumentos legales elaborados por el gobierno británico, estos generalmente están sujetos a aprobación o rechazo por parte del Parlamento escocés.
El Senedd (en galés: Senedd Cymru, literalmente Parlamento Galés) es el órgano legislativo de Gales. El parlamento fue creado por la Ley del Gobierno de Gales de 1998, que siguió a un referéndum en 1997. Es un organismo elegido democráticamente con 60 miembros conocidos como miembros del Senedd (MS). De estos 40 Estados miembros se eligen mediante el escrutinio mayoritario uninominal, en distritos electorales de un solo miembro y otros 20 Estados miembros se eligen utilizando el método D'Hondt, una forma de representación proporcional de lista de partidos en cinco regiones miembros adicionales y cada región elige 4 Estados miembros. El Senedd no tenía poderes para iniciar la legislación primaria hasta que se obtuvieron poderes limitados de elaboración de leyes a través de la Ley del Gobierno de Gales de 2006 . Sus poderes legislativos primarios se reforzaron tras un voto afirmativo en el referéndum del 3 de marzo de 2011, lo que le permitió legislar en las 20 áreas que se delegan sin tener que consultar al Parlamento del Reino Unido ni al Secretario de Estado de Gales . El Senedd también puede delegar la autoridad para promulgar legislación a través de los instrumentos legales galeses. En virtud de la Ley de Gales de 2017, el Senedd se alineó con Escocia e Irlanda del Norte y adoptó un modelo de poderes renovados.
La Asamblea de Irlanda del Norte es la legislatura delegada de Irlanda del Norte, es un organismo elegido democráticamente que comprende 90 miembros conocidos como miembros de la Asamblea Legislativa (MLA). Los 90 MLA se eligen mediante el voto único transferible en los 18 distritos electorales parlamentarios de Westminster y cada distrito elige 5 MLA. Fue establecido en 1998 como parte del Acuerdo del Viernes Santo, que fue aprobado por el público en referendos que se llevaron a cabo tanto en Irlanda del Norte como en la República de Irlanda . Tiene poder para legislar en una amplia gama de áreas que no están reservadas explícitamente al Parlamento del Reino Unido y para nombrar al Ejecutivo de Irlanda del Norte . Se encuentra en los edificios del Parlamento, en Belfast. La legislación de la Asamblea faculta al Ejecutivo de Irlanda del Norte a emitir reglas estatutarias en una variedad de áreas.
La Asamblea fue disuelta el 26 de enero de 2017, debido a una ruptura de la confianza que derrocó tanto a la Asamblea como al Ejecutivo. En enero de 2020, Arlene Foster reanudó su cargo como primera ministra.

## Parlamentos descentralizados de Reino Unido

### Naciones constituyentes
| Nación constituyente | Nación constituyente | Parlamento                    | N.º de miembros |
| -------------------- | -------------------- | ----------------------------- | --------------- |
|                      | Escocia              | 'Parlamento de Escocia'       | 129             |
|                      | Gales                | Parlamento de Gales           | 60              |
|                      | Irlanda del Norte    | Asamblea de Irlanda del Norte | 90              |

### Dependencias
| Dependencia | Dependencia | Parlamento          | N.º de miembros |
| ----------- | ----------- | ------------------- | --------------- |
|             | Jersey      | Estados de Jersey   | 49              |
|             | Isla de Man | Tynwald             | 35              |
|             | Guernsey    | Estados de Guernsey | 40              |

### Territorios británicos de ultramar
| Territorio | Territorio                                | Parlamento                                           | N.º de miembros |
| ---------- | ----------------------------------------- | ---------------------------------------------------- | --------------- |
|            | Anguila                                   | Cámara de la Asamblea de Anguila                     | 13              |
|            | Bermudas                                  | Parlamento de Bermudas                               | 47              |
|            | Islas Caimán                              | Parlamento de Islas Caimán                           | 21              |
|            | Islas Malvinas                            | Asamblea Legislativa de las Islas Malvinas           | 11              |
|            | Islas Pitcairn                            | Consejo Insular de Pitcairn                          | 10              |
|            | Islas Turcas y Caicos                     | Cámara de la Asamblea de Islas Turcas y Caicos       | 21              |
|            | Islas Vírgenes Británicas                 | 'Cámara de la Asamblea de Islas Vírgenes Británicas' | 15              |
|            | Gibraltar                                 | Parlamento de Gibraltar                              | 17              |
|            | Montserrat                                | Asamblea Legislativa de Montserrat                   | 11              |
|            | Santa Elena, Ascensión y Tristán de Acuña | Consejo Legislativo de Santa Helena                  | 15              |